# Patinage artistique aux Jeux olympiques de 2002
Navigation
Nagano 1998 Turin 2006
Les épreuves de patinage artistique aux Jeux olympiques d'hiver de 2002 se déroulent du 9 au 21 février 2002 au Delta Center de Salt Lake City aux États-Unis.  
Les compétitions regroupent trente-et-un pays et cent quarante-quatre athlètes (soixante-treize hommes et soixante-et-onze femmes).
Quatre épreuves sont disputées :
- Concours Messieurs (le 12 février pour le programme court et le 14 février pour le programme libre).
- Concours Dames (le 19 février pour le programme court et le 21 février pour le programme libre).
- Concours Couples (le 9 février pour le programme court et le 11 février pour le programme libre).
- Concours Danse sur glace (le 15 février pour les danses imposées, le 17 février pour la danse originale et le 18 février pour la danse libre)

La compétition des couples artistiques donne lieu à un scandale de jugement qui est une des causes immédiates de la refonte du système de notation en patinage artistique.

## Qualifications
Les patineurs sont éligibles à l'épreuve s'ils représentent une nation membre du Comité international olympique et de l'Union internationale de patinage (International Skating Union en anglais). Les fédérations nationales sélectionnent leurs patineurs en fonction de leurs propres critères.
Sur la base des résultats des championnats du monde 2001, l'Union internationale de patinage autorise chaque pays à avoir de une à trois inscriptions par discipline.
| Entrées | Messieurs               | Dames                       | Couples                    | Danse sur glace                                                                   |
| --- | ----------------------- | --------------------------- | -------------------------- | --------------------------------------------------------------------------------- |
| 3 | Chine Russie États-Unis | Russie États-Unis           | Canada Chine Russie        |                                                                                   |
| 2 | Canada France Japon     | France Italie Japon Ukraine | Pologne Ukraine États-Unis | Allemagne Bulgarie Canada France Israël Italie Lituanie Russie Ukraine États-Unis |
| Les pays non listés dans ce tableau peuvent avoir une entrée si leurs patineurs remplissent des critères de sélections de l'Union internationale de patinage. |                         |                             |                            |                                                                                   |

## Participants

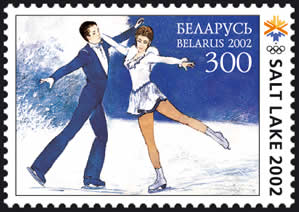
Timbre biélorusse émis à l'occasion des Jeux Olympiques d'hiver.

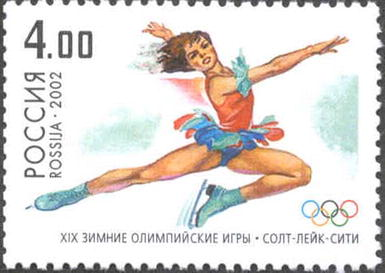
Timbre russe émis à l'occasion des Jeux Olympiques d'hiver.

144 patineurs de 31 nations participent aux Jeux olympiques d'hiver de 2002 : 73 hommes et 71 femmes.
La Géorgie participe pour la première fois aux épreuves de patinage artistique des Jeux olympiques d'hiver.
| Pays         | Participants Hommes | Participantes Femmes | Nombre d'hommes | Nombre de femmes | Nombre total |
| ------------ | --- | --- | --------------- | ---------------- | ------------ |
| Allemagne    | Norman Jeschke René Lohse | Mariana Kautz Kati Winkler | 2               | 2                | 4            |
| Arménie      | Artem Znachkov | Maria Krasiltseva Julia Lebedeva | 1               | 2                | 3            |
| Australie    | Anthony Liu | Stephanie Zhang | 1               | 1                | 2            |
| Azerbaïdjan  | Igor Lukanin Sergei Rylov | Kristin Fraser | 2               | 1                | 3            |
| Belgique     | Kevin Van Der Perren | | 1               | 0                | 1            |
| Biélorussie  | Sergei Davydov | Julia Soldatova | 1               | 1                | 2            |
| Bulgarie     | Ivan Dinev Maxim Staviski | Albena Denkova | 2               | 1                | 3            |
| Canada       | Patrice Archetto Lenny Faustino Victor Kraatz Patrice Lauzon David Pelletier Emanuel Sandhu Elvis Stojko                          | Shae-Lynn Bourne Marie-France Dubreuil Anabelle Langlois Jacinthe Larivière Jennifer Robinson Jamie Salé                             | 7               | 6                | 13           |
| Chine        | Cao Xianming Li Chengjiang Li Yunfei Tong Jian Zhang Hao Zhang Min Zhao Hongbo                                                    | Pang Qing Shen Xue Zhang Dan Zhang Weina                                                                                             | 7               | 4                | 11           |
| Corée du Sud | Lee Chuen-gun Lee Kyu-hyun | Park Bit-na Yang Tae-hwa | 2               | 2                | 4            |
| Croatie      | | Idora Hegel | 0               | 1                | 1            |
| Estonie      | Margus Hernits | | 1               | 0                | 1            |
| États-Unis   | Philip Dulebohn Todd Eldredge Timothy Goebel Charles Sinek Peter Tchernyshev Michael Weiss John Zimmerman                         | Sasha Cohen Beata Handra Sarah Hughes Kyoko Ina Michelle Kwan Naomi Lang Tiffany Scott                                               | 7               | 7                | 14           |
| Finlande     | | Elina Kettunen | 0               | 1                | 1            |
| France       | Frédéric Dambier Brian Joubert Gwendal Peizerat Olivier Schoenfelder                                                              | Marina Anissina Isabelle Delobel Vanessa Gusmeroli Laëtitia Hubert                                                                   | 4               | 4                | 8            |
| Géorgie      | Vakhtang Murvanidze | | 1               | 0                | 1            |
| Hongrie      | Zoltán Tóth | Júlia Sebestyén | 1               | 1                | 2            |
| Israël       | Alexei Beletski Sergei Sakhnovski                                                                                                 | Galit Chait Natalia Gudina | 2               | 2                | 4            |
| Italie       | Angelo Dolfini Ruben De Pra Maurizio Margaglio Massimo Scali                                                                      | Michela Cobisi Federica Faiella Silvia Fontana Vanessa Giunchi Barbara Fusar-Poli                                                    | 4               | 5                | 9            |
| Japon        | Takeshi Honda Yosuke Takeuchi | Yoshie Onda Fumie Suguri | 2               | 2                | 4            |
| Lituanie     | Povilas Vanagas | Margarita Drobiazko | 1               | 1                | 2            |
| Ouzbékistan  | Roman Skorniakov Evgeni Sviridov                                                                                                  | Tatiana Malinina Natalia Ponomareva                                                                                                  | 2               | 2                | 4            |
| Pologne      | Sebastian Kolasiński Mariusz Siudek                                                                                               | Sylwia Nowak Dorota Zagórska | 2               | 2                | 4            |
| Roumanie     | Gheorghe Chiper | Roxana Luca | 1               | 1                | 2            |
| Royaume-Uni  | Vitali Baranov | Marika Humphreys | 1               | 1                | 2            |
| Russie       | Alexander Abt Ilia Averboukh Roman Kostomarov Maksim Marinin Evgeni Plushenko Anton Sikharulidze Aleksey Tikhonov Aleksey Yagudin | Elena Berejnaïa Maria Butyrskaya Irina Lobatcheva Tatiana Navka Maria Petrova Irina Sloutskaïa Tatiana Totmianina Viktoria Volchkova | 8               | 8                | 16           |
| Slovaquie    | Jozef Beständig | Zuzana Babiaková Oľga Beständigová                                                                                                   | 1               | 2                | 3            |
| Slovénie     | | Mojca Kopač | 0               | 1                | 1            |
| Suisse       | Daniel Hugentobler Stéphane Lambiel                                                                                               | Eliane Hugentobler Sarah Meier | 2               | 2                | 4            |
| Tchéquie     | Otto Dlabola David Szurman | Kateřina Beránková Kateřina Kovalová                                                                                                 | 2               | 2                | 4            |
| Ukraine      | Dmytro Dmytrenko Ruslan Honcharov Stanislav Morozov Dmitri Palamarchuk Oleg Voiko                                                 | Tatiana Chuvaeva Julia Golovina Olena Hrushyna Elena Liashenko Galina Maniachenko Aljona Savchenko                                   | 5               | 6                | 11           |
| Total        | Total | Total | 73              | 71               | 144          |

## Podiums
| Épreuves                            | Or                                                                | Argent                            | Bronze                                  |
| ----------------------------------- | ----------------------------------------------------------------- | --------------------------------- | --------------------------------------- |
| Messieurs résultats détaillés       | Aleksey Yagudin                                                   | Evgeni Plushenko                  | Timothy Goebel                          |
| Dames résultats détaillés           | Sarah Hughes                                                      | Irina Sloutskaïa                  | Michelle Kwan                           |
| Couples résultats détaillés         | Elena Berejnaïa / Anton Sikharulidze Jamie Salé / David Pelletier |                                   | Xue Shen / Hongbo Zhao                  |
| Danse sur glace résultats détaillés | Marina Anissina / Gwendal Peizerat                                | Irina Lobatcheva / Ilia Averboukh | Barbara Fusar Poli / Maurizio Margaglio |

## Tableau des médailles
| Rang  | Pays       | Médaille d'or, Jeux olympiques | Médaille d'argent, Jeux olympiques | Médaille de bronze, Jeux olympiques | Total |
| 1     | Russie     | 2                              | 3                                  | 0                                   | 5     |
| 2     | États-Unis | 1                              | 0                                  | 2                                   | 3     |
| 3     | Canada     | 1                              | 0                                  | 0                                   | 1     |
| 3     | France     | 1                              | 0                                  | 0                                   | 1     |
| 5     | Chine      | 0                              | 0                                  | 1                                   | 1     |
| 5     | Italie     | 0                              | 0                                  | 1                                   | 1     |
| Total | Total      | 5                              | 3                                  | 4                                   | 12    |

## Détails des compétitions
Pour la saison 2001/2002, les calculs des points se font selon la méthode suivante :
- chez les Messieurs, les Dames et les Couples (0.5 point par place pour le programme court, 1 point par place pour le programme libre)
- en danse sur glace (0.4 point par place pour les deux danses imposées, 0.6 point par place pour la danse originale, 1 point par place pour la danse libre)

### Messieurs
| Rang                                        | Nom                  | Nation       | Points | Prog. court | Prog. libre |
| ------------------------------------------- | -------------------- | ------------ | ------ | ----------- | ----------- |
| 1                                           | Aleksey Yagudin      | Russie       | 1.5    | 1           | 1           |
| 2                                           | Evgeni Plushenko     | Russie       | 4.0    | 4           | 2           |
| 3                                           | Timothy Goebel       | États-Unis   | 4.5    | 3           | 3           |
| 4                                           | Takeshi Honda        | Japon        | 5.0    | 2           | 4           |
| 5                                           | Alexander Abt        | Russie       | 7.5    | 5           | 5           |
| 6                                           | Todd Eldredge        | États-Unis   | 10.5   | 9           | 6           |
| 7                                           | Michael Weiss        | États-Unis   | 11.0   | 8           | 7           |
| 8                                           | Elvis Stojko         | Canada       | 11.5   | 7           | 8           |
| 9                                           | Li Chengjiang        | Chine        | 12.0   | 6           | 9           |
| 10                                          | Anthony Liu          | Australie    | 15.0   | 10          | 10          |
| 11                                          | Frédéric Dambier     | France       | 16.5   | 11          | 11          |
| 12                                          | Kevin Van Der Perren | Belgique     | 19.5   | 13          | 13          |
| 13                                          | Ivan Dinev           | Bulgarie     | 20.0   | 12          | 14          |
| 14                                          | Brian Joubert        | France       | 20.5   | 17          | 12          |
| 15                                          | Stéphane Lambiel     | Suisse       | 24.0   | 16          | 16          |
| 16                                          | Zhang Min            | Chine        | 24.5   | 19          | 15          |
| 17                                          | Vakhtang Murvanidze  | Géorgie      | 26.0   | 18          | 17          |
| 18                                          | Dmytro Dmytrenko     | Ukraine      | 28.5   | 21          | 18          |
| 19                                          | Roman Skorniakov     | Ouzbékistan  | 29.0   | 20          | 19          |
| 20                                          | Li Yunfei            | Chine        | 30.0   | 14          | 23          |
| 21                                          | Sergei Davydov       | Biélorussie  | 31.5   | 15          | 24          |
| 22                                          | Yosuke Takeuchi      | Japon        | 32.0   | 24          | 20          |
| 23                                          | Gheorghe Chiper      | Roumanie     | 32.5   | 23          | 21          |
| 24                                          | Sergei Rylov         | Azerbaïdjan  | 33.0   | 22          | 22          |
| Patineurs éliminés après le programme court |                      |              |        |             |             |
| 25                                          | Zoltán Tóth          | Hongrie      |        | 25          | NC          |
| 26                                          | Angelo Dolfini       | Italie       |        | 26          | NC          |
| 27                                          | Margus Hernits       | Estonie      |        | 27          | NC          |
| 28                                          | Lee Kyu-hyun         | Corée du Sud |        | 28          | NC          |
| Forfait                                     | Emanuel Sandhu       | Canada       |        | NC          | NC          |

### Dames
| Rang                                          | Nom                | Nation       | Points | Prog. court | Prog. libre |
| --------------------------------------------- | ------------------ | ------------ | ------ | ----------- | ----------- |
| 1                                             | Sarah Hughes       | États-Unis   | 3.0    | 4           | 1           |
| 2                                             | Irina Sloutskaïa   | Russie       | 3.0    | 2           | 2           |
| 3                                             | Michelle Kwan      | États-Unis   | 3.5    | 1           | 3           |
| 4                                             | Sasha Cohen        | États-Unis   | 5.5    | 3           | 4           |
| 5                                             | Fumie Suguri       | Japon        | 8.5    | 7           | 5           |
| 6                                             | Maria Butyrskaya   | Russie       | 8.5    | 5           | 6           |
| 7                                             | Jennifer Robinson  | Canada       | 11.0   | 8           | 7           |
| 8                                             | Júlia Sebestyén    | Hongrie      | 11.0   | 6           | 8           |
| 9                                             | Viktoria Volchkova | Russie       | 16.0   | 12          | 10          |
| 10                                            | Silvia Fontana     | Italie       | 17.5   | 11          | 12          |
| 11                                            | Elina Kettunen     | Finlande     | 18.0   | 18          | 9           |
| 12                                            | Galina Maniachenko | Ukraine      | 18.5   | 15          | 11          |
| 13                                            | Sarah Meier        | Suisse       | 20.5   | 9           | 16          |
| 14                                            | Elena Liashenko    | Ukraine      | 21.0   | 16          | 13          |
| 15                                            | Laëtitia Hubert    | France       | 22.0   | 14          | 15          |
| 16                                            | Vanessa Gusmeroli  | France       | 22.0   | 10          | 17          |
| 17                                            | Yoshie Onda        | Japon        | 22.5   | 17          | 14          |
| 18                                            | Julia Soldatova    | Biélorussie  | 29.0   | 22          | 18          |
| 19                                            | Idora Hegel        | Croatie      | 30.5   | 23          | 19          |
| 20                                            | Vanessa Giunchi    | Italie       | 30.5   | 21          | 20          |
| 21                                            | Zuzana Babiaková   | Slovaquie    | 31.0   | 20          | 21          |
| 22                                            | Mojca Kopač        | Slovénie     | 31.5   | 19          | 22          |
| 23                                            | Roxana Luca        | Roumanie     | 35.0   | 24          | 23          |
| Abandon                                       | Tatiana Malinina   | Ouzbékistan  |        | 13          |             |
| Patineuses éliminées après le programme court |                    |              |        |             |             |
| 25                                            | Stephanie Zhang    | Australie    |        | 25          | NC          |
| 26                                            | Park Bit-na        | Corée du Sud |        | 26          | NC          |
| 27                                            | Julia Lebedeva     | Arménie      |        | 27          | NC          |

### Couples
Au cours de la première semaine des Jeux, une controverse dans la compétition des couples artistiques va naître lorsque les juges (5 juges contre 4) donnent la victoire du programme libre au couple russe Elena Berejnaïa et Anton Sikharulidze, leur offrant la médaille d'or, face aux canadiens Jamie Salé et David Pelletier qui doivent se contenter de la médaille d'argent. La controverse culmine avec l'annulation des notes du juge français et l'attribution d'une seconde médaille d'or au couple canadien, le couple russe conservant sa médaille d'or.  
| Rang | Nom                                   | Nation      | Points | Prog. court | Prog. libre |
| ---- | ------------------------------------- | ----------- | ------ | ----------- | ----------- |
| 1    | Elena Berejnaïa / Anton Sikharulidze  | Russie      | N/A    | 1           | N/A         |
| 1    | Jamie Salé / David Pelletier          | Canada      | N/A    | 2           | N/A         |
| 3    | Shen Xue / Zhao Hongbo                | Chine       | 4.5    | 3           | 3           |
| 4    | Tatiana Totmianina / Maxim Marinin    | Russie      | 6.0    | 4           | 4           |
| 5    | Kyoko Ina / John Zimmerman            | États-Unis  | 7.5    | 5           | 5           |
| 6    | Maria Petrova / Aleksey Tikhonov      | Russie      | 9.0    | 6           | 6           |
| 7    | Dorota Zagórska / Mariusz Siudek      | Pologne     | 11.0   | 8           | 7           |
| 8    | Kateřina Beránková / Otto Dlabola     | Tchéquie    | 11.5   | 7           | 8           |
| 9    | Pang Qing / Tong Jian                 | Chine       | 14.0   | 10          | 9           |
| 10   | Jacinthe Larivière / Lenny Faustino   | Canada      | 16.5   | 13          | 10          |
| 11   | Zhang Dan / Zhang Hao                 | Chine       | 16.5   | 9           | 12          |
| 12   | Anabelle Langlois / Patrice Archetto  | Canada      | 18.0   | 14          | 11          |
| 13   | Tiffany Scott / Philip Dulebohn       | États-Unis  | 18.5   | 11          | 13          |
| 14   | Mariana Kautz / Norman Jeschke        | Allemagne   | 21.0   | 12          | 15          |
| 15   | Aljona Savchenko / Stanislav Morozov  | Ukraine     | 22.0   | 16          | 14          |
| 16   | Tatiana Chuvaeva / Dmitri Palamarchuk | Ukraine     | 23.5   | 15          | 16          |
| 17   | Oľga Beständigová / Jozef Beständig   | Slovaquie   | 25.5   | 17          | 17          |
| 18   | Natalia Ponomareva / Evgeni Sviridov  | Ouzbékistan | 27.0   | 18          | 18          |
| 19   | Michela Cobisi / Ruben De Pra         | Italie      | 28.5   | 19          | 19          |
| 20   | Maria Krasiltseva / Artem Znachkov    | Arménie     | 30.0   | 20          | 20          |

### Danse sur glace
| Rang | Nom                                     | Nation       | Points | Danse imposée 1 | Danse imposée 2 | Danse originale | Danse libre |
| ---- | --------------------------------------- | ------------ | ------ | --------------- | --------------- | --------------- | ----------- |
| 1    | Marina Anissina / Gwendal Peizerat      | France       | 2.0    | 1               | 1               | 1               | 1           |
| 2    | Irina Lobatcheva / Ilia Averboukh       | Russie       | 4.0    | 2               | 2               | 2               | 2           |
| 3    | Barbara Fusar-Poli / Maurizio Margaglio | Italie       | 6.0    | 3               | 3               | 3               | 3           |
| 4    | Shae-Lynn Bourne / Victor Kraatz        | Canada       | 8.0    | 4               | 4               | 4               | 4           |
| 5    | Margarita Drobiazko / Povilas Vanagas   | Lituanie     | 10.0   | 5               | 5               | 5               | 5           |
| 6    | Galit Chait / Sergei Sakhnovski         | Israël       | 12.0   | 6               | 6               | 6               | 6           |
| 7    | Albena Denkova / Maxim Staviski         | Bulgarie     | 14.0   | 7               | 7               | 7               | 7           |
| 8    | Kati Winkler / René Lohse               | Allemagne    | 16.0   | 8               | 8               | 8               | 8           |
| 9    | Olena Hrushyna / Ruslan Honcharov       | Ukraine      | 19.0   | 10              | 10              | 10              | 9           |
| 10   | Tatiana Navka / Roman Kostomarov        | Russie       | 19.0   | 9               | 9               | 9               | 10          |
| 11   | Naomi Lang / Peter Tchernyshev          | États-Unis   | 22.2   | 12              | 11              | 11              | 11          |
| 12   | Marie-France Dubreuil / Patrice Lauzon  | Canada       | 23.8   | 11              | 12              | 12              | 12          |
| 13   | Sylwia Nowak / Sebastian Kolasiński     | Pologne      | 26.0   | 13              | 13              | 13              | 13          |
| 14   | Eliane Hugentobler / Daniel Hugentobler | Suisse       | 28.4   | 15              | 15              | 14              | 14          |
| 15   | Marika Humphreys / Vitali Baranov       | Royaume-Uni  | 30.4   | 16              | 16              | 15              | 15          |
| 16   | Isabelle Delobel / Olivier Schoenfelder | France       | 31.2   | 14              | 14              | 16              | 16          |
| 17   | Kristin Fraser / Igor Lukanin           | Azerbaïdjan  | 34.6   | 17              | 17              | 18              | 17          |
| 18   | Federica Faiella / Massimo Scali        | Italie       | 35.4   | 18              | 18              | 17              | 18          |
| 19   | Natalia Gudina / Alexei Beletski        | Israël       | 38.0   | 19              | 19              | 19              | 19          |
| 20   | Kateřina Kovalová / David Szurman       | Tchéquie     | 40.4   | 21              | 21              | 20              | 20          |
| 21   | Julia Golovina / Oleg Voiko             | Ukraine      | 43.4   | 22              | 22              | 21              | 22          |
| 22   | Zhang Weina / Cao Xianming              | Chine        | 44.0   | 23              | 23              | 23              | 21          |
| 23   | Beata Handra / Charles Sinek            | États-Unis   | 44.2   | 20              | 20              | 22              | 23          |
| 24   | Yang Tae-hwa / Lee Chuen-gun            | Corée du Sud | 48.0   | 24              | 24              | 24              | 24          |